# Linghem (Szwecja)
Linghem – miejscowość (tätort) w Szwecji, w regionie administracyjnym (län) Östergötland, w gminie Linköping.
Według danych Szwedzkiego Urzędu Statystycznego liczba ludności wyniosła: 2853 (31 grudnia 2015), 3021 (31 grudnia 2018) i 3161 (31 grudnia 2019).